# Stari Ugljevik
Stari Ugljevik je naseljeno mjesto u sastavu općine Ugljevik, Republika Srpska, BiH.

## Stanovništvo
| Stari Ugljevik     |                |
| godina popisa      | 1991.          |
| Srbi               | 1.089 (96,71%) |
| Muslimani          | 14 (1,24%)     |
| Hrvati             | 0              |
| Jugoslaveni        | 6 (0,53%)      |
| ostali i nepoznato | 17 (1,50%)     |
| ukupno             | 1.126          |

Stari Ugljevik kao samostalno naseljeno mjesto postoji od popisa 1991. godine.